# Bait al Faqih

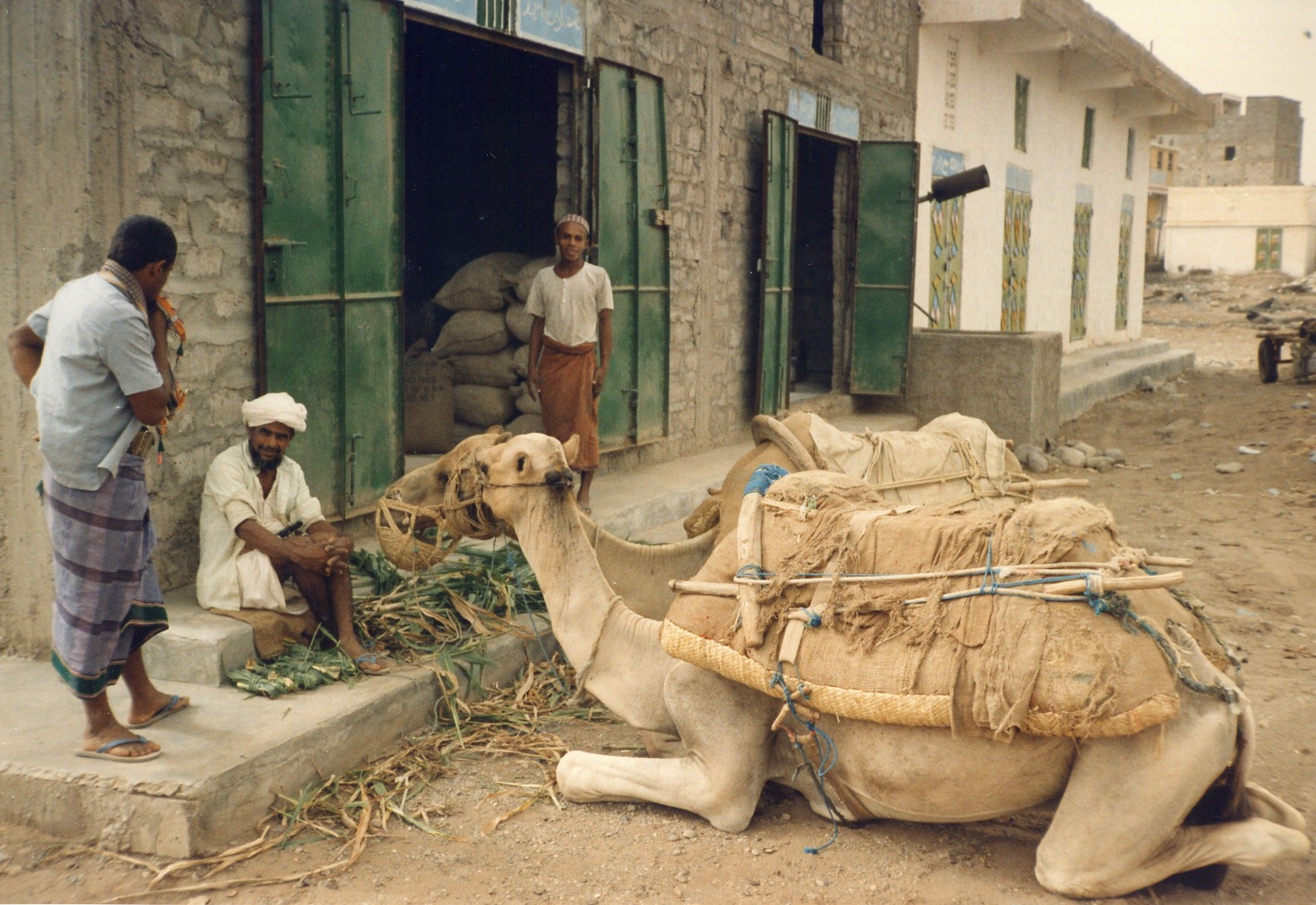
Dromadaire à Bayt al Faqīh

Bayt al-Faqih ou Beit al-Faqih, (en arabe : بيت الفقية Bayt al-Faqih, "Maison du juriste»), est une ville du gouvernorat d'al-Hodeïda au Yémen.
Elle est située sur la route commerciale et de pèlerinage à travers la plaine de la Tihamah entre al-Hodeïda et Ta'izz, à 50 km au sud d'al-Hodeïda et 150 km au sud de la capitale yéménite, Sanaa, à une altitude de 122-150 m. Sa population est de 28 773 au recensement de 1994, et estimée à 41 652 en 2005. Historiquement, elle était le centre commercial du café exporté par le port de Moka.

## Histoire
Bayt al-Faqih aurait été, au début du XIIIe, par le savant (faqih) Ahmed ibn Moussa al-Udschail. Ce savant, enterré dans la ville, est vénéré depuis comme un saint, la ville a donc reçu le nom de Maison des savants.
Dès le XVIe siècle, la ville est bien reliée et desservie, pour le développement du commerce, et des pèlerinages. Cette importante plaque tournante du commerce intérieur a surtout été marquée par le commerce du café.
L'explorateur et cartographe allemand Carsten Niebuhr, en 1763, y a séjourné pendant près de deux mois, et a établi que les commerçants venaient s'y approvisionner d'Europe, de Perse et d'Inde.

## Actualité
Aujourd'hui, la plupart de la population de Bayt al-Faqih travaille dans le tissage ou la bijouterie. Le marché du vendredi est un vestige du commerce autrefois prospère : légumes, huiles parfumées, chèvres, fourrage, biens ménagers, vannerie, futah, chapeaux...